# Tony Trimmer
Tony Trimmer (Maidenhead, 24 de Janeiro de 1943) é um ex-automobilista de corridas britânico nascido na Inglaterra.
Tony Trimmer foi Campeão do Torneio Shell de Fórmula 3 em 1970, ano em que os três torneios britânicos foram vencidos por, respectivamente, Dave Walker (Lombank Trophy), José Carlos Pace (Forward Trust Torphy) e Tony Trimmer (Shell Motorsport).
Nesse mesmo ano, Tony venceu o famoso GP de Mônaco da F-3 com um Brabham BT28.  Dois anos mais tarde, chegou em segundo nessa prova, vencida por Patrick Depailler (Alpine-Renault).

## MUNDIAL DE FÓRMULA 1
Trimmer é, provavelmente, o homem que pilotou a maior variedade de carros de F-1. 
Mas, paradoxalmente, nunca disputou uma corrida do Campeonato Mundial de Pilotos.
Sua estreia no Mundial de Pilotos deveria acontecer no GP da Alemanha de 1975, ao volante de um Maki, mas não conseguiu classificar o carro para largar. Trimmer também não conseguiu qualificar-se para a largada nas duas corridas seguintes, Áustria e Itália, pois o carro japonês estava longe de ser minimamente competitivo.
Trimmer e o Maki falharam novamente em passar pela qualificação no Grande Prêmio do Japão do ano seguinte.
Em 1977, foi inscrito pela Melchester Racing, equipe que competia no Torneio Inglês (Toféu Shell Sport) de F-1, para o Grande Prêmio da Grã-Bretanha, com um Surtees TS19, mas não passou pela pré-classificação.
Sua última tentativa de participar do Mundial de Pilotos foi novamente no GP da Grã-Bretanha, em 1978, com um McLaren M23. Mais uma vez não conseguiu tempo para se colocar entre os participantes.

## CORRIDAS EXTRA-CAMPEONATO
Mesmo sem se classificar para correr no Mundial de Pilotos, Tony Timmer participou de diversas corridas de F-1 extra-campeonato, ou seja, que não eram corridas oficiais da F-1 e não contavam pontos para o Campeonato Mundial. E nessas, ele obteve maior sucesso, tendo conseguido 11 vitórias e conquistado os títulos britânicos em 1977 e 1978.